# Paulschulzia
Paulschulzia, manji rod slatkovodnih zelenih algi iz porodice Tetrasporaceae. Postoje tri priznate vrste

## Vrste
1. Paulschulzia indica M.O.P.Iyengar
2. Paulschulzia pseudovolvox (P.Schultz) Skuja - tipična
3. Paulschulzia tenera (Korshikov) J.W.G.Lund

## Vanjske poveznice
|  | Zajednički poslužitelj ima još gradiva o temi Paulschulzia |
|  | Wikivrste imaju podatke o taksonu Paulschulzia             |